# Mario Meini
Mario Meini (ur. 17 listopada 1946 w Legoli di Peccioli) – włoski duchowny katolicki, biskup Fiesole od 2010.

## Życiorys
Święcenia kapłańskie otrzymał 27 czerwca 1971 i został inkardynowany do diecezji Volterra. Pracował głównie jako duszpasterz kilku parafii w Volterra, był także m.in. wykładowcą seminariów w Sienie i Florencji oraz dyrektorem diecezjalnej szkoły formacyjnej w zakresie teologii.
13 lipca 1996 papież Jan Paweł II mianował go ordynariuszem diecezji Pitigliano-Sovana-Orbetello. Sakry  biskupiej udzielił mu 7 września 1996 biskup Vasco Giuseppe Bertelli.
13 lutego 2010 został ordynariuszem diecezji Fiesole.
Od listopada 2014 jest wiceprzewodniczącym Konferencji Episkopatu Włoch.